# Eugène Boch
Eugène Boch   (La Louvière, 1 de setembre de 1855 - Monthyon, 3 de gener de 1941) va ser un pintor belga, nascut a San Vaast, La Louvière, Hainaut. Era el germà petit d'Anna Boch, membre fundador de Les XX.

## Biografia
Eugène Boch va néixer al si de la cinquena generació de la família Boch, una dinastia adinerada de fabricants de porcellana fina i ceràmica, encara avui activa sota la firma de Villeroy &amp; Boch. El 1879 es va matricular al taller privat de Léon Bonnat a París. El 1882, quan Bonnat va tancar el seu taller, Boch va continuar els seus estudis al taller de Fernand Cormon. El Saló va admetre alguns dels seus treballs el 1882, 1883 i 1885.
El 1888, Boch va ser presentat per Dodge MacKnight a Vincent van Gogh.
El 1892 es va instal·lar en Monthyon (Sena-i-Marne), no lluny de París. El 1909 es va casar amb Anne-Marie Léonie Crusfond (?–1933), i el 1910 es van traslladar al seu antic xalet "La Grimpette", on tots dos van viure la seva vida.
Boch va fer costat a pobres artistes de talent, incloent-hi Émile Bernard, a qui va conèixer en l'Atelier Cormon, i a Paul Gauguin. També va intercanviar obres amb molts artistes, incloent-hi van Gogh, i a poc a poc, va créixer una col·lecció important d'art contemporani. Boch i la seva germana Anna van dedicar gran part de la fortuna familiar promovent altres artistes. Van comprar fotos de molts dels principals contemporanis del seu temps, la majoria dels quals també eren els seus amics.
Boch va rebre el retrat de Van Gogh d'ell, El poeta, de Johanna van Gogh-Bonger, la cunyada de Van Gogh. A la mort de Boch el 1941, va llegar la pintura al Louvre. Avui la pintura es pot veure en el Museu d'Orsay de París.
Després de la seva mort, el nebot gran de Boch, Luitwin von Boch va comprar part de la col·lecció de Boch amb la intenció de crear un museu per a l'obra de Boch i la seva germana Anna.

## En la cultura popular
El retrat de Van Gogh d'Eugene Boch es mostra a la pàgina principal de les pàgines blanques franceses com un símbol de la cultura francesa al costat del Mont Saint Michel, les ampolles d'aigua Perrier i la tiara de l'emperadriu Eugénie.